# Grad Mokrice
Grad Mokrice se nahaja jugovzhodno od naselja Čatež ob Savi. Prva pisna omemba gradu sega v leto 1444, čeprav je na njegovem mestu v obdobju Rimskega imperija že stala utrdba, imenovana Romula. Ta je izpričana v mapi zemljevidov iz 4. stoletja, imenovani Tabula Peutingeriana. Pod rimsko utrdbo je ležalo istoimensko rimsko naselje, od katerega se je ohranilo več izkopanih predmetov. Grad Mokrice stoji na griču nad desnim bregom reke Save, etimologija njegovega imena pa se nanaša na nekoč močvirnato, tj. mokro območje v njegovi okolici.
V grajskem grbu je vrana, katere vrat prebada puščica. Legenda pripoveduje, da je v času turških vpadov na grajsko dvorišče priletela oz. padla vrana, ki je podlegla strelu zavojevalcev in tako opozorila na bližajočo se nevarnost. Graščak naj bi ji zato namenil mesto v grbu.

## Lastniki
Prvi znani lastniki med leti 1525 in 1558 so bili Sebriachi. Zadnji Sebriacher je bil Sigmund, ki pa ni bil več edini lastnik. Gospostvo si je delil z Moricom pl. Rakhnizom, Ferencom Tahijem in Francom baronom Stattenbergom. V letih 1559 in 1560 je Ambrož pl. Gregorijanec pokupil deleže, dokler lastništvo po neznanih razlogih ni pridobila Ana Marija Marčnik, in ga leta 1637 odstopila Joštu Jožefu baronu Mosconu za poravnavo dolga. Ali je Jošt Jožef gospostvo izročil ženi Barbari, in je nato Barbara leta 1687 prodala gospostvo Nikolaju grofu Erdödiju, ali je grof Erdödi kupil gospostvo ne vemo.Grofica Ana Barbara Erdödi je bila po vsej verjetnosti poročena z Volfom Nikolajem grofom Auerspergom, ki so bili lastniki vse do leta 1882, dokler ni s prisojilno listino bila priznana Beatrice baronica Gagern. Na prisilni dražbi leta 1915 je polovico posestva kupil Aleksander grof Economo, drugo pa skupaj Nikolaj in Janez barona Gagerna. Grof Economo je svojo polovico leta 1923 prodal Zagrebškemu podjetju Berger. Leta 1922 je delež od baronov Gagernov kupil beograjski industrialec Miloš Rafajlovič. Danes je v gradu Hotel Golf grad Mokrice , v njegovi okolici pa je urejeno obsežno igrišče za golf.

## Galerija
- Vhod v grad
- Grajsko dvorišče z vodnjakom
- Vhodna altana
- Grajska vrata
- Notranjost
- Grajska kapela svete Ane